# Philippe Leclerc de Hauteclocque
Philippe Leclerc de Hauteclocque (hay được phiên âm: Phi-líp Lơ-clec; (22 tháng 11 năm 1902 – 28 tháng 11 năm 1947) là một tướng lĩnh Pháp trong Thế chiến thứ hai, từng là tổng Tư lệnh lực lượng viễn chinh Pháp trong Chiến tranh Đông Dương (1945-1946). Năm 1952, chính phủ Pháp truy phong cho ông cấp bậc Thống chế.

## Thân thế gia đình

Gia huy gia tộc de Hautecloque

Tên gốc của ông là Philippe François Marie, Bá tước de Hauteclocque, thường được gọi tắt là Philippe de Hauteclocque, sinh ngày 22 tháng 11 năm 1902 tại Belloy-Saint-Léonard, thuộc Somme. Ông là người thứ 5 trong 6 người con của Bá tước Adrien de Hauteclocque (1864-1945) và Marie-Thérèse van der Cruisse de Waziers (1870-1956)
Gia tộc de Hauteclocque nổi tiếng từ xa xưa. Tổ tiên của ông từng tham gia các cuộc Thập tự chinh thứ 5 và thứ 8. Trong Cách mạng Pháp, gia tộc ông cũng có nhiều người phục vụ cho đội quân của các bên. Bản thân 2 người anh trai của ông cũng đã từng phục vụ trong quân đội.

## Con đường binh nghiệp
Lẽ dĩ nhiên, là Leclerc cũng chọn quân sự để lập nghiệp. Năm 1922, ông vào học trường Võ bị Đặc biệt Saint-Cyr (École Spéciale Militaire de Saint-Cyr) và tốt nghiệp năm 1924 với cấp bậc Major ngành kị binh. Sau đó, ông tiếp tục học bổ sung tại trường Saumur cho đến tận năm 1925.
Sau khi tốt nghiệp, ông được điều chuyển vào Trung đoàn 5 Thiết kị (5e RC) ở Trèves với cấp bậc Thiếu úy. Một năm sau, ông được thăng Trung úy và được phân về Trung đoàn 8 Kị binh Algerie (8e SA) đóng tại Maroc. Năm 1930, ông được chuyển sang Trung đoàn 1 kị binh châu Phi (1er RCA).
Ông đã trở thành một giảng viên tại Trường Saint-Cyr vào năm 1931. Trong một lần ngã ngựa, ông đã phải dùng gậy chống suốt phần còn lại của cuộc đời. Năm 1934, ông được thăng cấp Đại úy và được tặng huân chương Bắc đẩu bội tinh. Năm 1938, ông vào học tại trường Đại học Quân sự (École de Guerre). Tuy nhiên, công việc học tập của ông phải ngưng lại 1 năm sau đó. Thế chiến thứ 2 đã bùng nổ.

## Tham gia Thế chiến thứ 2

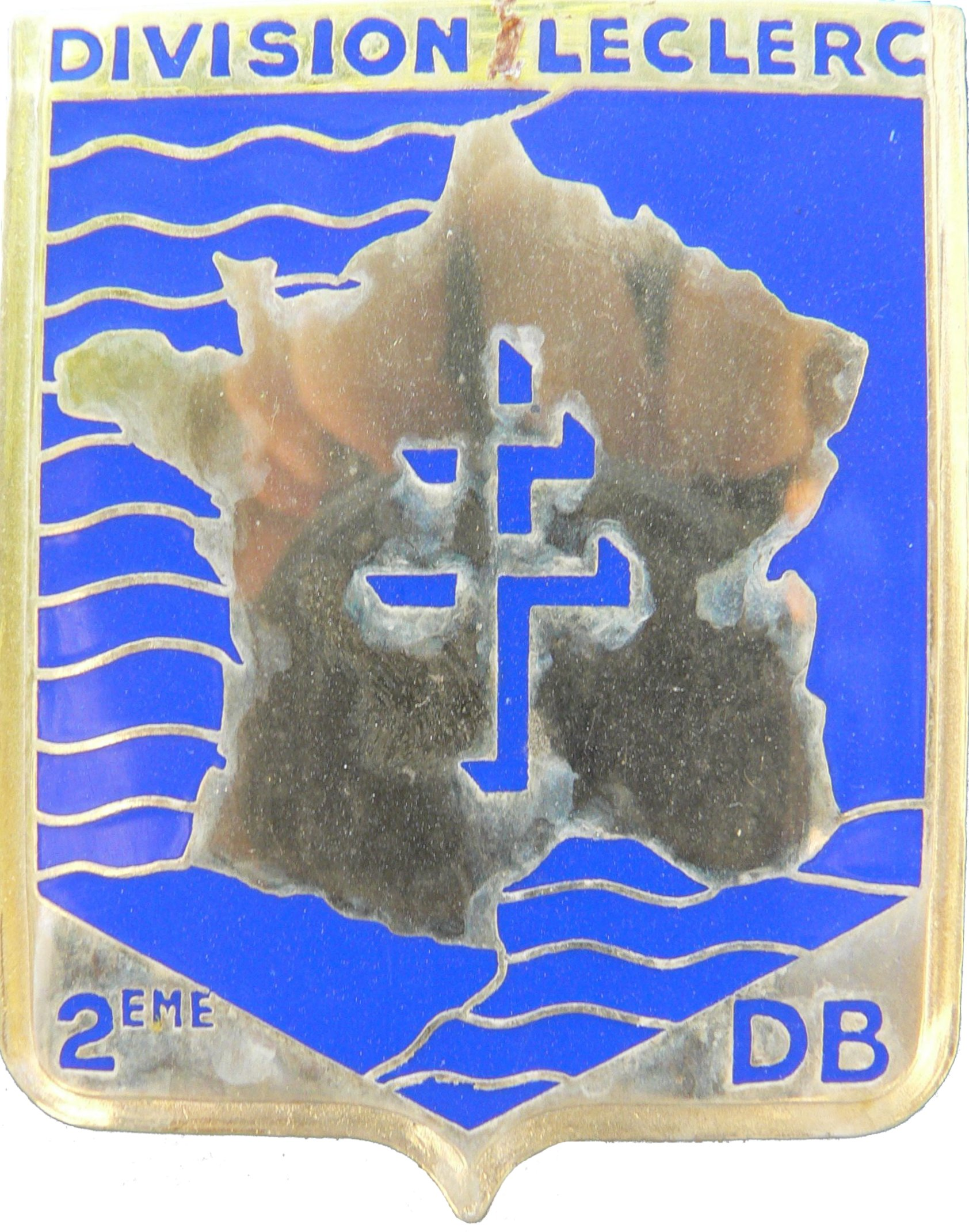
Huy hiệu "Sư đoàn 2 Thiết giáp" do Leclerc chỉ huy, có biểu tượng "Thập tự vùng Lorraine".

Sau khi Đức xâm lược Ba Lan, năm 1940, ông được gọi về để đảm nhiệm chức vụ Trưởng phòng 3  Bộ tham mưu Sư đoàn 4 Bộ binh. Ngày 10 tháng 5 năm 1940, Đức tấn công Pháp. Ngày 1 tháng 6, ông bị quân Đức bắt giữ làm tù binh nhưng trốn thoát được chỉ 2 tuần sau đó. Sau khi chính phủ Pháp đầu hàng, ông đưa cả gia đình đến London và gia nhập lực lượng "Nước Pháp tự do" (France libre) của Charles de Gaulle vừa thành lập.
De Gaulle đã phong cho ông cấp bậc Thiếu tá và cử sang Cameroon với chức vụ Tổng Cao ủy (Commissaire général) vào ngày 28 tháng 8, để thuyết phục các lực lượng quân sự còn lại của Pháp tại thuộc địa châu Phi gia nhập lực lượng "Pháp tự do". Thời gian này, ông sử dụng bí danh François Leclerc, một cái tên khá phổ biến ở vùng quê hương ông.
Những hoạt động không mệt mỏi của ông đã đem lại kết quả rất lớn trong một thời gian ngắn cho lực lượng "Pháp tự do". Các lực lượng quân sự còn lại của Pháp tại Cameroon, Tchad, Congo và sau đó là Gabon lần lượng gia nhập "Pháp tự do", giúp cho lực lượng của de Gaulle có được một vùng lãnh thổ và các cơ sở chiến lược quan trọng. Với thành tích này, ông được de Gaulle phong vượt cấp lên quân hàm Đại tá vào ngày 25 tháng 11 năm 1940 và giao cho ông chỉ huy Trung đoàn Sénégalais tại Tchad chống lại quân Trục. Ông đồng thời cũng tổ chức các nhóm hoạt động du kích chống quân Trục hoạt động khắp vùng Tây Phi, từ Libya đến Tunisia, được nhiều người biết đến với tên gọi Force L. Ngày 10 tháng 8 năm 1941, ông được thăng quân hàm Chuẩn tướng (Général de brigade).
Tháng 11 năm 1942, quân Anh-Mỹ đổ bộ lên Bắc Phi thuộc Pháp. Các lực lượng quân sự của Pháp được tổ chức thành Tập đoàn quân châu Phi tham chiến cạnh quân Đồng minh. Ngày 25 tháng 5 năm 1943, ông được thăng quân hàm Thiếu tướng (Général de division). Tháng 6 năm 1943, các đơn vị dưới quyền ông được tổ chức lại thành Sư đoàn Khinh binh số 2 (2e D.F.L.). Sau những chiến thắng của quân Đồng minh tại Bắc Phi năm 1943, các đơn vị Pháp được tái tổ chức và trang bị vũ khí Mỹ để tham gia các chiến dịch tại châu Âu của quân Đồng minh năm sau. Sư đoàn khinh binh số 2 của Leclerc được trang bị tăng cường để trở thành Sư đoàn Thiết giáp số 2 (2e Division Blindée, 2e DB). Sau khi quân đội Đồng Minh đổ bộ vào nước Pháp tháng 6-8 năm 1944, Sư đoàn Thiết giáp số 2 đã góp phần bao vây, tiêu diệt lực lượng Đức tại Falaise và giải phóng Paris. Tiếp theo đó, quân của Leclerc được không quân Mỹ chi viện đã đánh bại 1 lữ đoàn thiết giáp Đức trong trận Dompaire ở Lorraine. Tháng 11 năm 1944, Leclerc tiến công Strasbourg (thủ phủ Alsace) và nhanh chóng chiếm lại thành phố từ tay quân Đức. Đến tháng 4 năm 1945, sư đoàn Leclerc vượt sông Rhein và tham gia truy kích quân Đức ở Bayern.
Năm 1945, ông sử dụng bí danh trong chiến đấu là Jacques-Philippe Leclerc.

## Gia đình
Ông đã lập gia đình vào này 10 tháng 8 năm 1925, với bà Thérèse de Gargan, con gái của Nam tước Théodore de Gargan với bà Marguerite de Wendel. Họ có với nhau 6 người con, 4 trai và 2 gái.

## Di sản
Vào năm 1952, chính phủ Pháp truy phong cấp bậc Thống chế. Vì thế, tại Pháp, ông thường được gọi giản dị là Maréchal Leclerc (Thống chế Leclerc).
Tên ông được đặt cho một loại xe tăng hiện đại do Pháp chế tạo: Xe tăng Leclerc.